# Kärnkraft i Nederländerna
Kärnkraften i Nederländerna omfattar 2025 en kommersiell kärnreaktor, Borssele kärnkraftverk. Den togs i drift 1973 och har en effekt på 485 MW. Den står för omkring 4 % av landets elektricitet.
Vad gäller större reaktorer så drevs tidigare Dodewaard kärnkraftverk. Det var en testreaktor som kom att anslutas till det nationella elnätet, men som stängdes 1997. Det finns också två aktiva forskningsreaktorer, Reactorcentrum in Petten på 45 MW i Petten, Noord-Holland, och Hoger Onderwijs Reactor på 2 MW i Delft, Zuid-Holland. Den senare är en del av fysikavdelningen vid Delft University of Technology. De bägge reaktorerna är inte konstruerade för energiförsörjning, men används som en neutron- och positronkällor för forskning och produktion av isotoper för medicinska ändamål.
Elproduktionen från kärnkraften har varit relativt jämn år till år.

## Historia
Forskare i Nederländerna började studera kärnkraft på 1930-talet och påbörjade byggandet av en forskningsreaktor vid dåvarande Reactor Centrum Nederland (idag Energy & Health Campus) 1955. Forskarnas mål var att införa kärnkraftsteknik 1962 och minska behovet av fossila bränslen. 
På 1970-talet valde nederländarna en policy som krävde upparbetning av allt använt kärnbränsle. 1984 beslutade regeringen att skapa en anläggning för långtidsförvaring (100 år) av allt medel- och lågaktivt radioaktivt avfall och att undersöka strategier för slutförvaring. I september 2003 skapade COVRA ett mellanlager för högaktivt avfall.
1994 röstade Nederländernas parlament för att fasa ut kärnkraften efter en diskussion om kärnavfallshantering. År 1997 stängdes kraftverket i Dodewaard och regeringen planerade att avsluta Borsseles driftlicens 2003. År 2003, med en ny regering vid makten, sköts nedläggningen upp till 2013. År 2006 beslutade regeringen att Borssele skulle förbli öppet till 2034, om det uppfyllde de högsta säkerhetsstandarderna. Ägarna, Essent och DELTA, skulle investera 500 miljoner euro i hållbar energi, tillsammans med regeringens pengar, som enligt regeringen annars skulle ha betalats ut till anläggningens ägare som kompensation. Efter valet 2010 var den nya regeringen öppen för att bygga ut kärnkraften. De bägge företagen som delar ägandet av Borssele föreslog att nya reaktorer ska byggas.
I januari 2012 meddelade Delta att man skjuter upp alla beslut om att börja bygga ett andra kärnkraftverk. I november 2018 gav en majoritet av det nederländska parlamentet sitt stöd till byggandet av nya kärnkraftverk. I november 2019 visade en opinionsundersökning att 61% av de nederländska väljarna är för installationen av nya kärnkraftverk i Nederländerna, med en märkbar skillnad mellan höger- och vänsterväljare.
I december 2021 uppgav regeringen Rutte IV att den vill förbereda för byggandet av två nya kärnkraftverk för att minska CO2-utsläppen och uppfylla Europeiska unionens mål för att hantera klimatförändringar. En del av dessa förberedelser var en genomförbarhetsstudie som tittade på fördelar och nackdelar med att använda kärnkraft för att hantera klimatförändringarna. I december 2022 utsåg regeringen Rutte IV den befintliga kärnkraftverksplatsen Borssele till den föredragna platsen för två nya reaktorer. Den har också krävt en genomförbarhetsstudie för att förlänga driften av det befintliga Borssele-verket efter 2033. Generalstaternas andra kammare uppmanade senare regeringen att utreda byggandet av ytterligare två reaktorer.

År 2023 tillkännagav den nederländska regeringen en betydande utvidgning av sitt kärnkraftsprogram och föreslog att minst fyra stora kärnkraftsreaktorer skulle byggas fram till 2040, en betydande ökning från det ursprungliga målet på två reaktorer. För att stödja detta kommer finansieringen att mer än tredubblas från 4,5 miljarder euro till 14 miljarder euro. En anbudsprocess är planerad att inledas i mitten av 2025 för att välja teknik för de två första stora reaktorerna, vilket potentiellt kan involvera stora globala leverantörer som EDF, Korea Hydro & Nuclear Power och Westinghouse. Dessutom har det befintliga kärnkraftverket i Borssele utsetts som plats för två av de nya reaktorerna, som ska stå klara 2035, och i planen ingår att överväga ytterligare kärnkraftverk, till exempel små modulära reaktorer, för att förbättra landets energioberoende och hållbarhet.
År 2025 meddelade miljöminister Sophie Hermans att det inte längre var möjligt att välja plats för ny kärnkraft det året, och att det var orealistiskt att ha en reaktor i drift 2035. Hon sa att många steg fortfarande måste slutföras och att en plan för dessa steg ännu inte var tillgänglig.